# Costa Rica (Mato Grosso do Sul)
Pour les articles homonymes, voir Costa Rica (homonymie) et Rica.
Costa Rica est une municipalité brésilienne de l'État de Mato Grosso do Sul et la Microrégion de Cassilândia.